# Thomas Arundel
Thomas FitzAlan, meglio noto come Thomas Arundel (Etchingham, 1353 – 19 febbraio 1414), fu arcivescovo di Canterbury e fervido oppositore dei Lollardi.

## Biografia

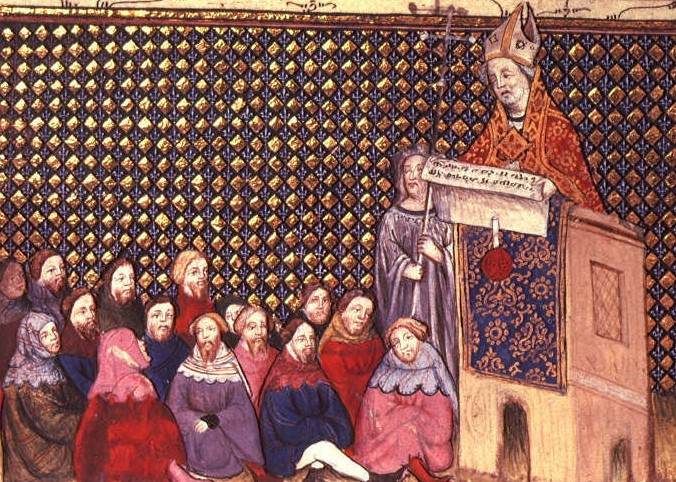
Thomas Arundel raffigurato in un manoscritto mentre predica.

Nacque probabilmente ad Etchingham, nel Sussex, da Richard FitzAlan, X conte di Arundel ed Eleonora di Lancaster.
Tramite sua madre era quindi imparentato con la dinastia reale dei Plantageneti.
Essendo terzo figlio maschio, alla morte del padre nel 1376 la contea andò a suo fratello maggiore Richard, mentre l'altro fratello John divenne barone Arundel.
Non avendo quindi possibilità di ottenere titoli e potere per via ereditaria, iniziò ad intraprendere la carriera ecclesiastica.
Dapprima studente ad Oxford, in seguito abbandonò gli studi per divenire vescovo di Ely il 13 agosto 1373. L'incarico arrivò grazie all'influenza e al potere di suo padre esercitati durante gli ultimi anni di regno di Edoardo III d'Inghilterra.
In un momento di grave crisi interna, che portò alla guerra civile tra 1386 ed il 1388, Arundel si trovò suo malgrado dalla parte dei cospiratori, dei quali faceva parte suo fratello Richard, contro i consiglieri di Riccardo II d'Inghilterra.
Il 3 aprile 1388 venne elevato arcivescovo di York nel periodo in cui il re era stato di fatto rimosso dal proprio potere. La nuova posizione, assai prestigiosa e remunerativa, data ad Arundel consentiva ai ribelli un maggiore controllo nel nord del regno.
A prescindere dalla forte instabilità di governo che caratterizzò il regno di Riccardo II, Arundel ricoprì l'incarico di Lord cancelliere per due volte: dal 1386 al 1389 e ancora dal 1391 al 1396.
Il 25 settembre 1396 venne fatto arcivescovo di Canterbury ma venne successivamente esiliato dal re.
Si recò in esilio a Firenze dove nel 1398 gli giunse da parte di papa Bonifacio IX la nomina a vescovo di Saint Andrews, in Scozia. Non poté tuttavia accettare l'incarico in quanto durante il Grande Scisma la Scozia riconobbe il papa di Avignone, che aveva già nominato altri per l'incarico.
Non molto tempo, dopo Arundel si unì all'esule Henry Bolingbroke ed insieme invasero l'Inghilterra rovesciando definitivamente Riccardo II. Sotto il regno del nuovo re, Arundel riacquistò il primato perso occupando il ruolo di Lord cancelliere nel 1399 a dal 1407 al 1410. 
Durante la malattia di Enrico nel 1405, Arundel dovette affrontare anche la crisi con il papa provocata dalla decisione del re di condannare a morte l'arcivescovo di York Richard le Scrope, reo di aver partecipato alla ribellione di Percy.
L'influenza di Arundel finì con il regno del successore e figlio di Enrico IV, Enrico V.

## Opposizione ai Lollardi
Thomas Arundel fu un feroce oppositore dei Lollardi, movimento nato dalle idee di John Wycliffe che nel 1379 con la sua opera De Eucharistia mise in dubbio il dogma della Transustanziazione.
Nel 1401 Enrico IV, probabilmente influenzato da Arundel, approvò lo statuto De Heretico Comburendo diretto contro la nuova setta e che istigava i vescovi ad arrestarne i seguaci.
Nel 1407 Arundel presiedette un sinodo a Oxford, che approvò diverse costituzioni per regolare la predicazione, la traduzione e l'uso delle Sacre Scritture, e l'educazione teologica nelle scuole e nell'università.
Fu così che nel 1410 un corpo di censori di Oxford condannò 267 affermazioni legate agli scritti di Wycliffe. Le persecuzioni e condanne a morte nei confronti del movimento proseguirono fino al regno dei Tudor.
Nel 1414 Arundel venne colpito da un malore che lo lasciò incapace di parlare e venne sostituito da Enrico V con Henry Chichele. Morì il 19 febbraio del 1414.

## Genealogia episcopale e successione apostolica
La genealogia episcopale è:
- Cardinale Vital du Four
- Arcivescovo John de Stratford
- Vescovo Ralph Stratford
- Arcivescovo Simon Islip
- Arcivescovo William Whittlesey
- Arcivescovo Thomas Arundel

La successione apostolica è:
- Vescovo Henry Wakefield (1375)
- Vescovo Richard Clifford (1401)
- Arcivescovo Henry Bowet (1401)
- Cardinale Philip Repyngdon, C.R.S.A. (1405)
- Pseudocardinale Thomas Langley (1406)
- Vescovo Nicholas Bubbewyth (1406)
- Vescovo Alexander Totington (1407)
- Vescovo John La Zouch (1408)
- Vescovo Benedict Nicholls (1408)
- Vescovo Robert Lancaster(1411)
- Vescovo Richard Courtenay (1413)

## Ascendenza
|                                             |                                            |                          | Genitori                                  |  |  | Nonni |  |  | Bisnonni                                |  |  | Trisnonni                           |  |
|                                             |                                            |                          |                                           |  |  |       |  |  | Richard FitzAlan, VIII conte di Arundel |  |  | John FitzAlan, VII conte di Arundel |  |
|                                             |                                            |                          |                                           |  |  |       |  |  | Richard FitzAlan, VIII conte di Arundel |  |  | John FitzAlan, VII conte di Arundel |  |
|                                             |                                            | Isabella Mortimer        |                                           |  |  |       |  |  | Richard FitzAlan, VIII conte di Arundel |  |  |                                     |  |
| Edmund FitzAlan, IX conte di Arundel        |                                            |                          |                                           |  |  |       |  |  | Richard FitzAlan, VIII conte di Arundel |  |  |                                     |  |
|                                             |                                            | Alice di Saluzzo         | Tommaso I di Saluzzo                      |  |  |       |  |  |                                         |  |  |                                     |  |
|                                             |                                            | Alice di Saluzzo         | Tommaso I di Saluzzo                      |  |  |       |  |  |                                         |  |  |                                     |  |
|                                             |                                            | Alice di Saluzzo         | Luigia di Ceva                            |  |  |       |  |  |                                         |  |  |                                     |  |
| Richard FitzAlan, X conte di Arundel        |                                            | Alice di Saluzzo         |                                           |  |  |       |  |  |                                         |  |  |                                     |  |
|                                             |                                            | William de Warenne       | Giovanni de Warenne, VI conte di Surrey   |  |  |       |  |  |                                         |  |  |                                     |  |
|                                             |                                            | William de Warenne       | Giovanni de Warenne, VI conte di Surrey   |  |  |       |  |  |                                         |  |  |                                     |  |
|                                             |                                            | William de Warenne       | Alice di Lusignano                        |  |  |       |  |  |                                         |  |  |                                     |  |
| Alice de Warenne                            |                                            | William de Warenne       |                                           |  |  |       |  |  |                                         |  |  |                                     |  |
|                                             |                                            | Joan de Vere             | …                                         |  |  |       |  |  |                                         |  |  |                                     |  |
|                                             |                                            | Joan de Vere             | …                                         |  |  |       |  |  |                                         |  |  |                                     |  |
|                                             |                                            | Joan de Vere             | …                                         |  |  |       |  |  |                                         |  |  |                                     |  |
| Thomas Arundel                              |                                            | Joan de Vere             |                                           |  |  |       |  |  |                                         |  |  |                                     |  |
|                                             | Edmondo Plantageneto, I conte di Lancaster | Enrico III d'Inghilterra |                                           |  |  |       |  |  |                                         |  |  |                                     |  |
|                                             | Edmondo Plantageneto, I conte di Lancaster | Enrico III d'Inghilterra |                                           |  |  |       |  |  |                                         |  |  |                                     |  |
|                                             | Edmondo Plantageneto, I conte di Lancaster | Eleonora di Provenza     |                                           |  |  |       |  |  |                                         |  |  |                                     |  |
| Enrico Plantageneto, III conte di Lancaster | Edmondo Plantageneto, I conte di Lancaster |                          |                                           |  |  |       |  |  |                                         |  |  |                                     |  |
|                                             |                                            | Bianca d'Artois          | Roberto I d'Artois                        |  |  |       |  |  |                                         |  |  |                                     |  |
|                                             |                                            | Bianca d'Artois          | Roberto I d'Artois                        |  |  |       |  |  |                                         |  |  |                                     |  |
|                                             |                                            | Bianca d'Artois          | Matilde del Brabante                      |  |  |       |  |  |                                         |  |  |                                     |  |
| Eleonora di Lancaster                       |                                            | Bianca d'Artois          |                                           |  |  |       |  |  |                                         |  |  |                                     |  |
|                                             |                                            | Patrick de Chaworth      | …                                         |  |  |       |  |  |                                         |  |  |                                     |  |
|                                             |                                            | Patrick de Chaworth      | …                                         |  |  |       |  |  |                                         |  |  |                                     |  |
|                                             |                                            | Patrick de Chaworth      | …                                         |  |  |       |  |  |                                         |  |  |                                     |  |
| Maud Chaworth                               |                                            | Patrick de Chaworth      |                                           |  |  |       |  |  |                                         |  |  |                                     |  |
|                                             |                                            | Isabella di Beauchamp    | William de Beauchamp, IX conte di Warwick |  |  |       |  |  |                                         |  |  |                                     |  |
|                                             |                                            | Isabella di Beauchamp    | William de Beauchamp, IX conte di Warwick |  |  |       |  |  |                                         |  |  |                                     |  |
|                                             |                                            | Isabella di Beauchamp    | Maud FitzJohn                             |  |  |       |  |  |                                         |  |  |                                     |  |
|                                             |                                            | Isabella di Beauchamp    |                                           |  |  |       |  |  |                                         |  |  |                                     |  |